# Giovanni IV Crispo
Giovanni IV Crispo (1499-1564) fue el último verdadero duque de Naxos. Su reinado, de 1510 a 1564 fue el más largo en la historia del Ducado. Giovanni IV Crispo sucedió a su padre Francisco en 1510 cuando aún era menor de edad, la regencia fue proporcionada por los representantes de la República de Venecia a su tío materno Antonio Loredano.
Después de la derrota de los Caballeros de Rodas en 1522 frente a Suleiman el Magnífico, Giovanni  IV acogió con beneplácito el arzobispo del Egeo en Naxos. En 1537, se sometió después de un ataque otomano por Barbarroja y fue obligado a pagar un tributo anual de 5.000 ducados. El duque llamó entonces en su ayuda a los príncipes cristianos occidentales, quienes organizaron una Liga Santa pero sin conseguir resultados.
Convertido en vasallo del sultán, Giovanni vio sus ingresos en decadencia. La situación social y política del ducado empeoró. Las poblaciones en las islas fueron abandonadas. Los conflictos religiosos que enfrentaron a católicos y ortodoxos fueron avivados por los otomanos.
Fue sucedido por su hijo Jacobo, pero fue depuesto luego de dos años por el sultán que lo reemplazó con uno de sus favoritos, José Nasi, quien nunca llegó al ducado.